# Miquel Pedrola i Alegre
Miquel Pedrola i Alegre (Barcelona, 22 de juny de 1917 - Front d'Aragó, 8 de setembre de 1936) va ser un activista polític i milicià antifeixista català, militant del Bloc Obrer i Camperol i després del Partit Obrer d'Unificació Marxista.
Va ser membre del Bloc Obrer i Camperol i posteriorment del Partit Obrer d'Unificació Marxista. Va col·laborar amb diversos diaris, com La Batalla, Juventud Comunista i Adelante. Va ser un dels principals organitzadors de la participació del BOC en els fets del 6 d'octubre de 1934, essent detingut el 1936 per aquests fets. Quan va esclatar la guerra civil espanyola es va oferir voluntari per anar al front i es va encarregar de la direcció militar d'una de les centúries. Segons les memòries de Ramón Fernández Jurado, amb qui va compartir aventures a la guerra, aquesta centúria va acabar essent coneguda com a Centúria Pedrola. Miquel Pedrola va morir, juntament amb altres companys, a Casetas de Quicena a la batalla del Molino Palacín. Al seu multitudinari funeral van assistir els principals dirigents del partit, com Andreu Nin. El 21 de febrer de 1937 se li va dedicar oficialment el carrer Sant Miquel de la Barceloneta a la seva memòria. Va tenir una filla pòstuma, Amada, amb la seva companya sentimental Maria Valero. Les dues es van exiliar a Llemotges el 1937. Miquel Pedrola era un convençut esperantista i va ensenyar la llengua auxiliar internacional a Maria Valero.
El 2008 l'historiador Dani Cortijo va descobrir la pintada que portava el nom de Miquel Pedrola a l'actual carrer Sant Miquel i es va iniciar un moviment social de lluita veïnal per a la recuperació de les lletres de l'antic carrer Miquel Pedrola. El novembre de 2016 es va inaugurar una exposició sobre la vida de Miquel Pedrola i la recuperació de la seva memòria.
El 4 de juny de 2022 un grup de joves de la Barceloneta va organitzar un homenatge a Miquel Pedrola al qual va assistir la filla del milicià, Amada Pedrola. El lema de l'acte va ser "Miquel Pedrola. Fem que el vent de la història bufi a favor nostre". Poc després, el 12 de juliol de 2022, la Ponència de Nomenclàtor de l'Ajuntament de Barcelona va determinar dedicar-li un carrer de la seva Barceloneta natal, en substitució del fins ara carrer de l'Almirall Churruca, dedicat al militar Cosme Damián Churruca.